# Takane no Nadeshiko
Takane no Nadeshiko (jap. 高嶺のなでしこ) – japońska grupa idolek, która zadebiutowała w 2022 roku. Ich agencją jest Twin Planet, a wytwórnią muzyczną Victor Entertainment. Producentem dźwięku jest jednostka kreatywna HoneyWorks.

## Historia
10 lipca 2022 roku odbyło się finałowe przesłuchanie JDOL, w którym wzięło udział 36 finalistek, a siedem zwycięskich kandydatek zostało wybranych do utworzenia nowej jednostki idolek. 5 sierpnia ogłoszono nazwę grupy, do której dołączyły trzy byłe członkinie Last Idols: Momona Matsumoto, Momoko Hashimoto i Himeri Momiyama. Grupa została po raz pierwszy zaprezentowana 7 sierpnia na „TOKYO IDOL FESTIVAL 2022”, jeszcze tego samego dnia została otwarta oficjalna strona internetowa, sklep i konto w usłudze SHOWROOM. 31 października w Toyosu PIT miało miejsce „Pierwsze spotkanie fanów Takane no Nadeshiko”.
3 września 2023 roku grupa ogłosiła swój debiut w dużej wytwórni tej zimy. 16 października zostały mianowane ambasadorkami projektu wsparcia hodowli bydła mlecznego. 1 listopada wytwórnia Victor Entertainment ogłosiła decyzję o wydaniu debiutanckiego singla „Utsukushiku Ikiro/Koi wo Shitta Sekai” (美しく生きろ/恋を知った世界) pod jej skrzydłami.
22 lutego 2024 zadebiutowały w dużej wytwórni muzycznej, premierowe wydarzenie odbyło się na scenie plenerowej Tokyu Kabukicho Tower w Tokio.

## Członkinie
| Imię i nazwisko   | Imię i nazwisko | Data urodzenia       | Miejsce urodzenia    | Narodowość | Reprezentatywny kolor | Uwagi | Przy.                       |
| Nao Kizuki        | 城月 菜央       | 25 grudnia 2003      | prefektura Saitama   | Japonia    | żółty                 | Była członkini Hiromani i #PEXACOA | [ 13 ] [ 14 ]               |
| Su Suzumi         | 涼海 すう       | 22 sierpnia 2007     | prefektura Osaka     | Japonia    | jasnoniebieski        | |                             |
| Saara Hazuki      | 葉月 紗蘭       | 3 marca 2007         | prefektura Mie       | Japonia    | biały                 | |                             |
| Riri Haruno       | 春野 莉々       | 16 stycznia 2004     | prefektura Nagano    | Japonia    | zielony               | |                             |
| Erisa Higashiyama | 東山 恵里沙     | 28 maja 2006         | prefektura Aichi     | Japonia    | pomarańczowy          | Była uczennica szkoły muzycznej „ZEST Music School” | [ 15 ]                      |
| Hina Hinahata     | 日向端 ひな     | 30 października 2002 | prefektura Kanagawa  | Japonia    | fioletowy             | |                             |
| Mikuru Hoshitani  | 星谷 美来       | 6 listopada 2003     | Tokio                | Japonia    | czerwony              | |                             |
| Momona Matsumoto  | 松本 ももな     | 12 października 2002 | prefektura Kanagawa  | Japonia    | jasnoróżowy           | Była członkini amorecarina tokyo, Last Idol (1 generacji) i Choucream Rockets, dołączyła 5 sierpnia 2022                                                         | [ 16 ] [ 17 ] [ 18 ]        |
| Momoko Hashimoto  | 橋本 桃呼       | 28 czerwca 2003      | prefektura Yamaguchi | Japonia    | różowy                | Była członkini Hello Pro Kenshusei i Last Idol (2 generacji), dołączyła 5 sierpnia 2022                                                                          | [ 19 ] [ 20 ] [ 18 ]        |
| Himeri Momiyama   | 籾山 ひめり     | 22 marca 2004        | prefektura Tochigi   | Japonia    | niebieski             | Była członkini Spindle, Watarasebashi43, Someday Somewhere i Last Idol (1 generacji), wcześniej znana jako Himeri Aikawa (相川ひめり), dołączyła 5 sierpnia 2022 | [ 21 ] [ 22 ] [ 18 ] [ 20 ] |

## Dyskografia

### Cyfrowy singel
| #  | Data wydania         | Tytuł | Uwagi |
| -- | -------------------- | --- | ----- |
| 1  | 26 grudnia 2022      | 女の子は強い (Onnanoko wa Tsuyoi) |       |
| 2  | 27 stycznia 2023     | 可愛くてごめん (Kawaikute Gomen) |       |
| 3  | 4 lutego 2023        | 乙女どもよ。 (Otomedomo yo.) |       |
| 4  | 20 marca 2023        | 男の子の目的は何？ (Otokonoko no Mokuteki wa Nani?)                                                                                      |       |
| 5  | 4 kwietnia 2023      | 僕は君になれない (Boku wa Kimi ni Narenai)                                                                                               |       |
| 6  | 4 kwietnia 2023      | 革命の女王 (Kakumei no Jyoou) |       |
| 7  | 21 czerwca 2023      | ヒロインは平均以下。 (Heroin wa Heikin ika.)                                                                                             |       |
| 8  | 22 czerwca 2023      | 決戦スピリット (Kessen Supiritto) |       |
| 9  | 4 lipca 2023         | 初恋のひと。 (Hatsukoi no Hito.) |       |
| 10 | 21 lipca 2023        | 月曜日の憂鬱 (Getsuyoubi no Yuutsu) |       |
| 11 | 1 września 2023      | すきっちゅーの！ (Sukicchuuno!) |       |
| 12 | 3 września 2023      | 17歳 (Juunana sai) |       |
| 13 | 16 października 2023 | いつか私がママになったら (Itsuka Watashi ga Mama ni Nattara)                                                                             |       |
| 14 | 3 lutego 2024        | 可愛いって言われたい (Kawaiitte Iwaretai)                                                                                                |       |
| 15 | 6 lutego 2024        | 私は怪物 (Watashi wa Kaibutsu) |       |
| 16 | 21 lutego 2024       | 恋を知った世界 (Koi wo Shitta Sekai) |       |
| 17 | 25 marca 2024        | 推しの魔法 (Oshi No Mahou) |       |
| 18 | 21 kwietnia 2024     | センパイ。 (feat. ハコニワリリィ, 可憐なアイボリー & 高嶺のなでしこ) (Senpai. (feat. HaKoniwaLily, Karennaivory & Takane no Nadeshiko) ) |       |
| 19 | 12 maja 2024         | メイド☆至上主義 (Maid☆Shijou Shugi) |       |
| 20 | 6 czerwca 2024       | 私より好きでいて (Watashi Yori Sukide Ite)                                                                                               |       |

### Single
| # | Tytuł                                                               | Utwory | Informacje                                                   | Uwagi | Najwyższa pozycja | Przy.         |
| # | Tytuł                                                               | Utwory | Informacje                                                   | Uwagi | JPN (Oricon)      | Przy.         |
| - | ------------------------------------------------------------------- | --- | ------------------------------------------------------------ | --- | ----------------- | ------------- |
| 1 | アンチファン (Antifan)                                              | Lista utworów 1. アンチファン (Antifan) 2. ユメムスビ (Yumemusubi) 3. アンチファン Instrumental (Antifan Instrumental) 4. ユメムスビ Instrumental (Yumemusubi Instrumental) | - Wydany: 16 października 2022 - Dystrybucja: Sony Music     | Numer katalogowy: *SNCL-00068 | 18                | [ 23 ] [ 24 ] |
| 2 | 美しく生きろ/恋を知った世界 (Utsukushiku Ikiro/Koi wo Shitta Sekai) | Lista utworów - Edycja Takaneko 1. 美しく生きろ (Utsukushiku Ikiro) 2. 恋を知った世界 (Koi wo Shitta Sekai) 3. 美しく生きろ -Instrumental- (Utsukushiku Ikiro -Instrumental-) 4. 恋を知った世界 -Instrumental- (Koi wo Shitta Sekai -Instrumental-) - Edycja specjalna 1. 美しく生きろ (Utsukushiku Ikiro) 2. 恋を知った世界 (Koi wo Shitta Sekai) 3. いつか私がママになったら (Itsuka Watashi ga MAMA ni Nattara) 4. 可愛いって言われたい (Kawaiitte Iwaretai) 5. 私は怪物 (Watashi wa Kaibutsu) 6. 美しく生きろ -Instrumental- (Utsukushiku Ikiro -Instrumental-) 7. 恋を知った世界 -Instrumental- (Koi wo Shitta Sekai -Instrumental-) 8. いつか私がママになったら -Instrumental- (Itsuka Watashi ga MAMA ni Nattara -Instrumental-) 9. 可愛いって言われたい -Instrumental- (Kawaiitte Iwaretai -Instrumental-) 10. 私は怪物 -Instrumental- (Watashi wa Kaibutsu -Instrumental-) - Edycja limitowana A CD1 1. 美しく生きろ (Utsukushiku Ikiro) 2. 恋を知った世界 (Koi wo Shitta Sekai) 3. 可愛いって言われたい (Kawaiitte Iwaretai) 4. 美しく生きろ -Instrumental- (Utsukushiku Ikiro -Instrumental-) 5. 恋を知った世界 -Instrumental- (Koi wo Shitta Sekai -Instrumental-) 6. 可愛いって言われたい -Instrumental- (Kawaiitte Iwaretai -Instrumental-) - CD2 <DVD> 1. 美しく生きろ（Live） (Utsukushiku Ikiro (Live)) 2. 可愛いって言われたい（Live） (Koi wo Shitta Sekai (Live)) - Edycja limitowana B CD1 1. 美しく生きろ (Utsukushiku Ikiro) 2. 恋を知った世界 (Koi wo Shitta Sekai) 3. 私は怪物 (Watashi wa Kaibutsu) 4. 美しく生きろ -Instrumental- (Utsukushiku Ikiro -Instrumental-) 5. 恋を知った世界 -Instrumental- (Koi wo Shitta Sekai -Instrumental-) 6. 私は怪物 -Instrumental- (Watashi wa Kaibutsu -Instrumental-) - CD2 <DVD> 1. 美しく生きろ（Live） (Utsukushiku Ikiro (Live)) 2. 私は怪物（Live） (Watashi wa Kaibutsu (Live)) | - Wydany: 21 lutego 2024 - Dystrybucja: Victor Entertainment | Numer katalogowy: *VICL-37719 (Edycja Takaneko) *VIZL-2285 (Edycja specjalna) *VIZL-2286 (Edycja limitowana A) *VIZL-2287 (Edycja limitowana B) | 4                 | [ 25 ]        |